# Caricea orbiprotuberans
Caricea orbiprotuberans är en tvåvingeart som beskrevs av Xue och Yang 1998. Caricea orbiprotuberans ingår i släktet Caricea och familjen husflugor.
Artens utbredningsområde är Zhejiang (Kina). Inga underarter finns listade i Catalogue of Life.